# سعدان أبلق أفطس الأنف
يُعد سعدان أبلق أفطس الأنف أو سعدان يونان أفطس الأنف (الاسم العلمي: Rhinopithecus bieti)، وهو من الرئيسيات أبيض وأسود اللون يعيش فقط في مقاطعة يونان جنوب الصين، يُعرف عند السكان المحليين بسعدان يونان ذو شعر الذهبي (滇 金丝猴) وسعدان أفطس الأنف أسود وأبيض (黑白 仰 鼻 猴). الاسم الشائع، سعدان أفطس الأنف أسود، ينحدر من سعدان ميانماري أفطس الأنف (Rhinopithecus strykeri) ، التي تسكن في الحدود بين الصين وميانمار الشمالية. الغابات الصنوبرية والنفضية في المناطق الجبلية في يونان هي التضاريس المثالية لهذه القرود. تعتبر مهددة بفقدان الموائل ، وتعتبر من الأنواع المهددة بالانقراض. بفضل تكيفاتها الفريدة مع بيئتها، تتواجد هذه القرود على ارتفاعات شديدة على الرغم من درجات الحرارة المتجمدة أدناه والهواء الضئيل. يتكون النظام الغذائي لهذا السعدان بشكل رئيسي الكميات الكبيرة من الأشنات المتاحة في منطقتهم. قدمت الدراسات الحديثة مزيدًا من المعلومات حول سعدان أفطس الأنف أسود، لكن لا يزال هناك الكثير لنتعلمه عنها.

## علم التشريح وعلم وظائف الأعضاء
لا يوجد اختلافات في التلوين بين الذكور والإناث من سعدان أفطس الأنف أسود ، ولكنها تختلف في الأحجام. تزن الإناث 20 رطلاً ، بينما يبلغ وزن الذكور حوالي 30 رطلاً. يمكن التعرف على القرود البالغة من خلال فرائها الرمادي / الأسود والأبيض. منطقة أسفل البطن والوجه كلها بيضاء ، في حين أن باقي الجسم لونه أسود رمادي. فرائها سميك للغاية لحمايتها من درجات الحرارة التي تقل عن درجة التجمد. كما يولدون بفراء بيضاء يغمق مع تقدم العمر. ميزة أخرى يتقاسمها كل من البالغين والأطفال ، هي شفاههم الوردية الخالية من الشعر والنابضة بالحياة. هذه الرئيسيات تحصل على جزء «أفطس الأنف» لعدم وجود عظام الأنف. تعتبر هذه الميزة الأكثر تميزًا لها.

## السلوك

### الحمية
على عكس العديد من الرئيسيات، فإن النظام الغذائي لسعدان أفطس الأنف أسود يتكون أساسًا من الأشنة الموجودة على الأشجار. تنمو الأشنات بكثرة في المناطق الجبلية، وتوفر إمدادات غذائية على مدار العام. تأكل هذه الرئيسيات أيضًا أوراق الخيزران والنباتات الموسمية الأخرى إذا أتيحت الفرصة لها. تختلف العديد من المواد الغذائية اعتمادًا على الموقع الجغرافي. الأشنات سامة لمعظم الحيوانات، لكن لهذه القرود إنزيمات هضمية خاصة تشبه تلك الموجودة في البقرة التي تزيل البكتيريا الضارة.

### التكاثر
تتشابه دورات التكاثر للقرود ذات الأنف الأفطس بشكل عام مع دورات التكاثر للقرود أفطس الأنف، باستثناء أن وقت الولادة غالبًا ما يكون بعد شهرين إلى ثلاثة أشهر بسبب المناخ الأكثر برودة. مثل معظم الرئيسيات ، يلد القرد أفطس الأنف ليلًا ، مما يجعل من الصعب على الباحثين ملاحظته. وجدت ملاحظة نادرة لولادة أنثى أثناء النهار حيث تساعدها أخرى في عملية الولادة ، على غرار ممارسة القبالة البشرية.

## النطاق الجغرافي والموئل
هذا النوع له توزيع محدود للغاية في الغابات المختلطة نوجيانغ لانغكانغ جورج وجبال الألب صنوبرية؛ المتنوع بيولوجيًا والغابات المختلطة في سلسلة يون، والتي تعد جزءًا من جبال هنغدوان الكبرى. تعيش 17 مجموعة فقط يبلغ عدد سكانها الإجمالي أقل من 1700 حيوان في شمال غرب يونان والمناطق المجاورة في ناحية التبت ذاتية الحكم. تتراوح مساحة كل مجموعة من 20 إلى 135 كيلومترًا مربعًا. الغابات المتساقطة والصنوبرية هي موطنهم المفضل، حيث ينمو الحزاز بكثرة على مدار السنة.

## التاريخ

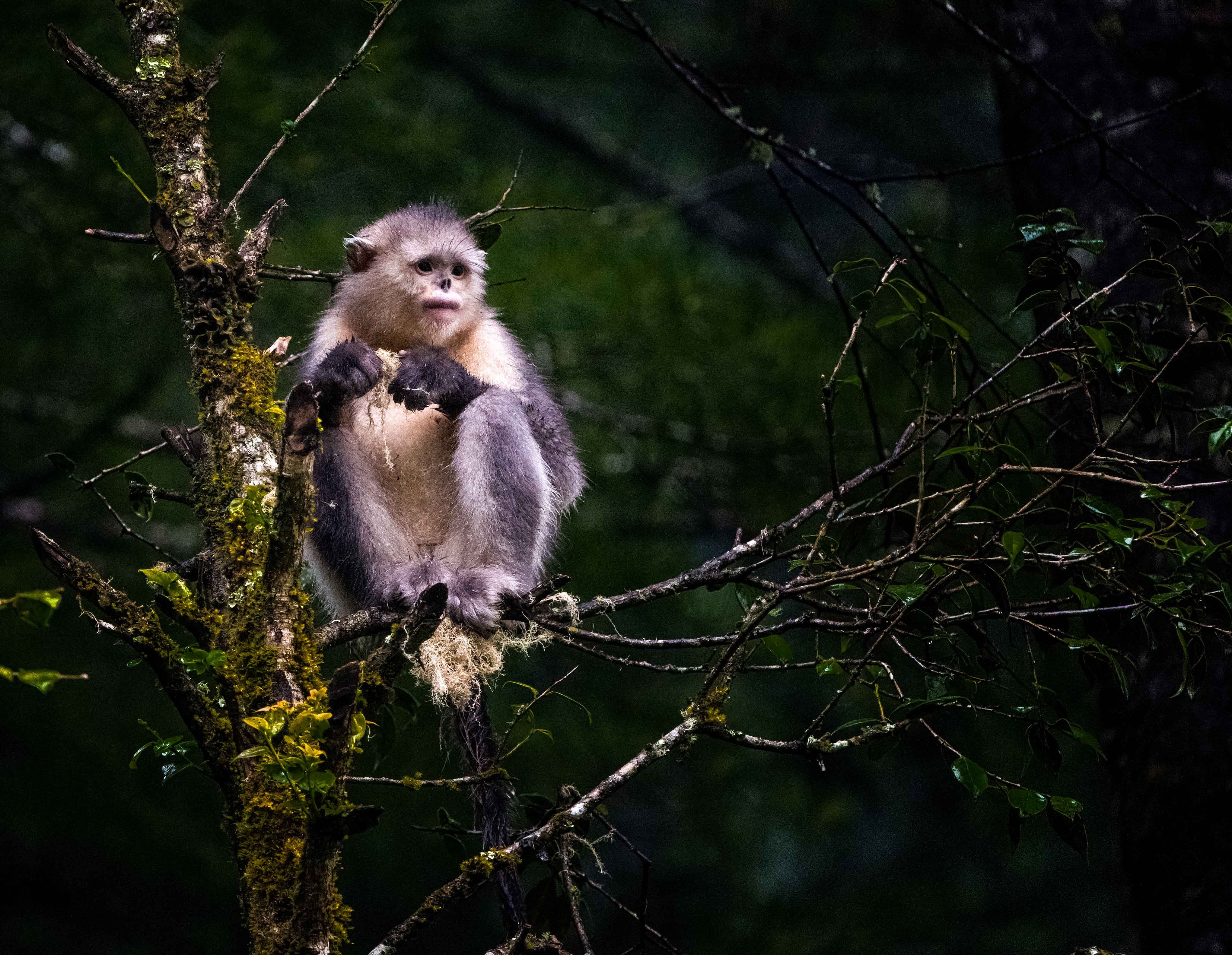
سعدان أفطس الأنف أسود. الصورة التي التقطها رود وادينغتون.

كان سعدان أفطس الأنف أسود مجهولًا تمامًا حتى تقريبًا فترة التسعينيات. حقيقة عدم وجود حديقة حيوان واحدة خارج الصين أبقت القرد في وضع الأسر وساهم في زيادة الوضع الغامض لهذا النوع.